# Brøndbyøster Station
Brøndbyøster Station er en S-togs-station i Brøndbyøster, vest for København, som åbnede 17. juni 1953 og ligger på Høje Taastrup-banen, der betjenes af linje B. Syd for stationen ligger Brøndbyøster Torv og mod nord ligger Nygårds Plads; begge steder ligger flere butikker. Stationen betjenes af flere buslinjer og havde billetsalg og kiosk frem til 2006, hvorefter stationen alene har billetautomat.
Bygningsmæssigt er stationen i stil med Hvidovre Station, der åbnede samtidig.

## Galleri
- Perronen en decemberdag med sne.
- Regionaltog passerer stationen.
- Læskure på perronen.
- Den overdækkede del af perronen.
- Underføring med adgang til stationen.
- Busstoppested på Brøndbyøster Torv.

## Antal rejsende
Ifølge Østtællingen var udviklingen i antallet af dagligt afrejsende med S-tog:
| År   | Antal | År   | Antal | År   | Antal | År   | Antal |
| ---- | ----- | ---- | ----- | ---- | ----- | ---- | ----- |
| 1957 | -     | 1974 | 3.720 | 1991 | 3.721 | 2001 | 2.986 |
| 1960 | -     | 1975 | 3.416 | 1992 | 3.409 | 2002 | 2.732 |
| 1962 | -     | 1977 | 3.363 | 1993 | 3.371 | 2003 | 2.857 |
| 1964 | -     | 1979 | 4.196 | 1995 | 3.296 | 2004 | 2.717 |
| 1966 | -     | 1981 | 4.386 | 1996 | 3.346 | 2005 | 2.967 |
| 1968 | 4.255 | 1984 | 4.351 | 1997 | 3.059 | 2006 | 2.673 |
| 1970 | 4.515 | 1987 | 4.141 | 1998 | 3.093 | 2007 | 2.914 |
| 1972 | 3.987 | 1990 | 3.829 | 2000 | 3.031 | 2008 | 2.631 |